# Serguei Filàtov
Serguei Filàtov   (Lysye Gory, 25 de setembre de 1926 - Moscou, 3 d'abril de 1997) va ser un genet rus que va competir sota bandera soviètica durant les dècades de 1950 i 1960. El 1960, als Jocs de 1960, va guanyar una medalla d'or, la primera aconseguida per un genet soviètic.
Filàtov va començar a competir en proves d'equitació als 27 anys, mentre servia a l'exèrcit soviètic. Durant la seva carrera esportiva va prendre part en tres edicions dels Jocs Olímpics d'Estiu. El 1956, als Jocs de Melbourne, va disputar dues proves del programa d'hípica. Fou quart en la prova de doma per equips i onzè en la de doma individual. Quatre anys més tard, als Jocs de Roma, guanyà la medalla d'or en la prova de doma individual amb el cavall Absent. La tercera i darrera participació en uns Jocs fou el 1964, on disputà dues proves del programa d'hípica. En ambdues, la doma individual i la doma per equips, amb el cavall  Absent, va guanyar la medalla de bronze.
Es va retirar després de no classificar-se per als Jocs Olímpics de 1968 i posteriorment va obrir la seva escola d'equitació personal a Moscou. En el seu palmarès també destaquen vuit campionats nacionals, el 1954 i de 1957 a 1963.